# Ambuu
Ambuu (auch: Bulbuni, Isole Ambu, Thenina) ist eine Insel von Somalia. Sie gehört politisch zu Jubaland und geographisch zu den Bajuni-Inseln, einer Kette von Koralleninseln (Barriereinseln), welche sich von Kismaayo im Norden über 100 Kilometer bis zum Raas Kaambooni nahe der kenianischen Grenze erstreckt.

## Geographie
Die Insel schließt sich im Norden an Jofay an und zieht sich als schmaler Grat über mehrere Kilometer Länge. Im Norden schließt sich Guuwa an.

## Klima
Als Klima herrscht heißes Steppenklima mit Monsuneinfluss.